# Сомалска златна кртица
Сомалска златна кртица (лат. Calcochloris tytonis) је сисар из реда Afrosoricida и фамилије Chrysochloridae. 

## Угроженост
Подаци о распрострањености ове врсте су недовољни.

## Распрострањење
Ареал врсте је ограничен на једну државу. Сомалија је једино познато природно станиште врсте.

## Станиште
Станиште врсте су саване. 